# Grootvaderparadox

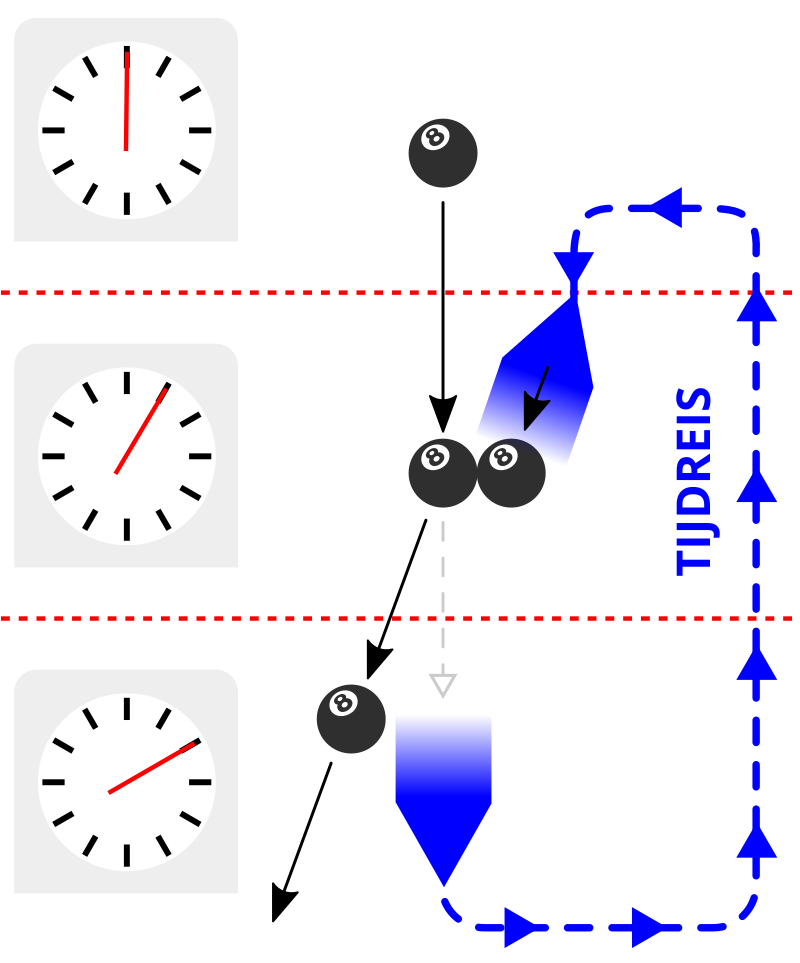
Een biljartbal geeft zijn vroegere zelf een klap die voorkomt dat die de tijdmachine ingaat die juist heeft gezorgd voor die klap op zijn vroegere zelf

De grootvaderparadox is een fictieve paradox die voortkomt uit het tijdreizen in sciencefiction. Het is een van de bekendste paradoxen die met tijdreizen gepaard gaat.

## Definitie
De paradox komt in het kort neer op de vraag: "Wat gebeurt er als een tijdreiziger terug in de tijd gaat en (per ongeluk of opzettelijk) zijn grootvader vermoordt, voordat deze de vader of moeder van de tijdreiziger heeft kunnen verwekken?"
Technisch gezien zou de tijdreiziger dan hiermee zijn eigen bestaan uitwissen daar een van zijn ouders nooit geboren wordt, en als gevolg daarvan hijzelf ook niet. Echter; als de tijdreiziger nooit wordt geboren, gaat hij dus ook nooit terug naar het verleden. Dus blijft de grootvader in leven. Dus worden wel beide ouders geboren. Dus wordt de tijdreiziger geboren. Dus kan hij teruggaan naar het verleden en zijn grootvader doden. Deze cyclus blijft zich zo eindeloos herhalen.
Een variant op deze paradox is de vraag wat er zou gebeuren als de tijdreiziger teruggaat in de tijd om bijvoorbeeld een ongeluk te voorkomen. Als hij hierin slaagt, verdwijnt de motivatie waarom hij ooit naar het verleden ging, want het ongeluk heeft nooit plaatsgevonden. Dus gaat de tijdreiziger niet terug en vindt het ongeluk wel plaats, enzovoorts.

## Oplossingen
In fictie komen doorgaans drie oplossingen voor van de paradox:

### De oude tijdlijn wordt vervangen
Deze theorie houdt in dat de geschiedenis van datgene wat naar het verleden is gereisd altijd veranderd kan worden door de gebeurtenissen die ten gevolge van de tijdreis plaatsvinden. Als de tijdreiziger zijn jongere ik bijvoorbeeld adviseert minder te roken, kan de gezondheid van de tijdreiziger ter plekke worden veranderd, vanwege de gezondere leefstijl die de jongere ik zal aannemen. De tijdlijn "corrigeert" zichzelf als het ware, waarop er een nieuwe tijdlijn ontstaat die over het oude wordt heengeschreven.
Wanneer de tijdreiziger zijn grootvader vermoordt, zoals in de vraag van het paradox gebeurt, kan de eindeloze cyclus voorkomen die bij het bovenstaande kopje "definitie" reeds is genoemd. De veranderingen die de tijdreiziger in de tijdlijn aanbrengt veranderen het verleden van de tijdreiziger echter direct en bij deze situatie is het onduidelijk of de handeling van de tijdreiziger wel verricht kan zijn. Technisch gezien zal het universum dus direct ophouden met bestaan wanneer de tijdreiziger zijn grootvader vermoordt.
Deze manier van tijdreizen komt onder andere voor in Back to the Future, waarin protagonist Marty McFly per ongeluk de eerste ontmoeting tussen zijn ouders verstoort en daardoor langzaam begint te verdwijnen omdat de kans dat hij ooit geboren zal worden steeds kleiner wordt naarmate zijn ouders geen relatie dreigen te krijgen. Hij moet dit recht zien te zetten voordat hij geheel dreigt te verdwijnen. Ook in het spel Chrono Trigger gebeurt iets soortgelijks: Marle, een van de hoofdpersonen, verdwijnt plotseling omdat haar grootmoeder dreigt te worden gekidnapt en gedood; de held Crono moet dit voorkomen. Dit lukt en de tijdlijn wordt hersteld.

### Er ontstaat een parallel universum
Deze theorie houdt in dat wanneer de tijdreiziger arriveert in het verleden, er een ingreep in de tijdlijn plaatsvindt en er op hetzelfde moment een nieuwe parallelle tijdlijn ontstaat. Er bestaan er nu twee tijdlijnen of parallelle universums 'naast elkaar' in het multiversum: de tijdlijn waarnaar de tijdreiziger in het verleden teruggereisd is en zijn grootvader heeft vermoord en de 'originele' tijdlijn waar er in het verleden niets ernstigs met zijn grootvader gebeurd is, zodat de tijdreiziger gewoon geboren wordt om later naar het verleden te kunnen reizen.

### Het verleden kan niet worden veranderd
Deze theorie gaat ervan uit dat de tijdlijn een vast gegeven is, waar een tijdreiziger ofwel in zijn geheel geen veranderingen kan aanbrengen, of anders geen veranderingen in kan aanbrengen die tot de grootvaderparadox zouden kunnen leiden. Pogingen dit toch te doen zullen op niks uitdraaien of via een andere gebeurtenis weer recht worden gezet. De tijdreiziger kan in dit geval zijn grootvader niet vermoorden, want alle gebeurtenissen staan al vast. Er is namelijk maar een tijdlijn die door het bestaan 'al van tevoren bedacht' is en daarbij wordt de grootvader niet vermoord, wordt de vader of moeder verwekt en vervolgens de tijdreiziger die zonder succes terugreist in de tijd om te proberen zijn grootvader te vermoorden.
Deze manier van tijdreizen komt onder andere voor in de film The Time Machine uit 2002; hierin probeert de protagonist door terug te reizen in de tijd te voorkomen dat zijn verloofde zal sterven. Maar omdat haar dood voor hem de enige reden was om de tijdmachine te bouwen en terug in de tijd te gaan, is het om een paradox te vermijden noodzakelijk dat zij sterft. Als gevolg daarvan sterft ze telkens als de protagonist haar redt alsnog op een andere manier. Dus als hij haar heeft kunnen redden, dan had hij de tijdmachine nooit gebouwd.

## In fictie
De grootvaderparadox is een dankbaar onderwerp in de sciencefiction. Het was in Le Voyageur Imprudent van René Barjavel dat de paradox voor het eerst voorkwam. In de film Back to the Future van Robert Zemeckis reist het hoofdpersonage Marty McFly terug in de tijd en verstoort de ontmoeting van zijn ouders. Om zichzelf en de toekomst heel te houden, moet hij zijn ouders bij elkaar krijgen. In de animatieserie Futurama wordt de paradox opgelost doordat Philip J. Fry in het verleden seks heeft met zijn grootmoeder, waardoor hij zijn eigen vader verwekt en zijn eigen grootvader wordt. In een aflevering van de serie Doctor Who, waarbij iemand een ongeluk voorkomt waarbij haar vader zou moeten omkomen (overigens na haar geboorte) ontstaat een "wond" in de tijd, die wordt verzorgd door een schepsel, dat hierbij iedereen die er gevolg van heeft laat verdwijnen.